# Sydbank
Sydbank A/S (NASDAQ OMX: SYDB) er Danmarks tredjestørste pengeinstitut. Banken har 53 filialer i Danmark – plus tre filialer i Tyskland: Flensburg, Hamburg og Kiel.
Sydbank har hovedsæde i Aabenraa og ca. 2.200 medarbejdere, der i dag ledes af Sydbanks administrerende direktør, Mark Luscombe.
Banken servicerer både privatkunder og erhvervskunder. Ser man udelukkende på erhvervssegmentet er Sydbank Danmarks tredjestørste erhvervsbank.[kilde mangler] Banken er særlig stor indenfor SMV-segmentet (små og mellemstore virksomheder).[kilde mangler]
Sydbanks seneste regnskab for 2020 viser et resultat før skat på 1.021 mio. kr. og et resultat efter skat på 799 mio. kr. 

## Historie
Sydbank blev grundlagt i 1970 ved en fusion af fire lokalbanker:[kilde mangler]
- Den Nordslesvigske Folkebank, Aabenraa
- Graasten Bank, Gråsten
- Folkebanken for Als og Sundeved, Sønderborg
- Tønder Landmandsbank, Tønder

Stiftelsen af den sønderjyske regionalbank skulle sikre, at en bank med rod i Sønderjylland havde finansiel styrke, kvalitet og kompetence til at betjene de voksende enheder i erhvervslivet. 

### 1970'erne
I 1970'erne voksede antallet af Sydbank-afdelinger til 50 – alle i Sønderjylland – indtil Sydbank i 1976 åbnede en afdeling i Fredericia.

### 1980'erne
I 1980'erne voksede Sydbank stærkt. I 1983 etablerede Sydbank sig på Kgs. Nytorv i København og fusionerede samme år med Århus Bank – og i 1984 med Fynske Bank. Samtidig etablerede banken sig med en afdeling i Flensborg samt datterselskabet SBK-Finans. I 1985 fulgte en afdeling i Hamborg.
I 1987 stiftede Sydbank Investeringsforeningen SydInvest, og banken overtog dele af den københavnske 6. Juli Banken, der var gået i betalingsstandsning i marts samme år. I 1988 overtog Sydbank Fællesbanken for Danmarks Sparekassers afdelinger i København. I 1989 købte Sydbank DMK-Holding.
Banken gik ud af 1980'erne med en markedsandel på godt 2 procent, 70 afdelinger og 1.400 medarbejdere.

### 1990'erne
Sydbank fusionerede i 1990 med Sparekassen Sønderjylland. Ved afviklingen af Varde Bank overtog Sydbank med virkning fra 1. januar 1994 de fleste af denne banks aktiviteter, blandt andet 30 vestjyske afdelinger. I maj 1994 købte Sydbank Aktivbanken og dermed 40 østjyske afdelinger fra Topdanmark.

### Efter 2000
Efter årtusindskiftet har Sydbank  været en voksende bank, der nu er næsten landsdækkende.
Sydbank overtog Odense-banken Egnsbank Fyn i 2002 og har siden etableret afdelinger i Midtjylland og på Nordsjælland. Desuden åbnede Sydbank i 2002 datterbanken Sydbank (Schweiz) AG i St. Gallen i Schweiz. I 2007 solgte Sydbank DMK-Holding til ebh bank og åbnede en afdeling i Kiel. I 2008 overtog Sydbank den sjællandske bankTrelleborg med hovedsæde i Slagelse. I 2011 åbnede banken 3 nye afdelinger – én i Hørsholm, samt to afdelinger på Amager – den ene på Amagerbrogade, den anden i Dragør.
Sydbank er i dag blandt landets største banker med base i Sønderjylland og hovedsæde i Aabenraa. Banken har en markedsandel i sektoren på omkring 7 procent, cirka 2.600 medarbejdere og flere end 110 afdelinger – heraf tre i Tyskland. Den administrerende direktør er siden 2010 Karen Frøsig, derudover består direktionen af Preben Lund Hansen.

#### En række opkøb
I perioden 2008 - 10 opkøbte Sydbank BankTrelleborg i Slagelse.
I 2012 overtog Sydbank Tønder Bank, der forinden havde indgivet konkursbegæring som følge af øgede krav til bankens solvens fra Finanstilsynet.
I 2013 købte Sydbank DiBa Bank i Næstved.
Sydbank opkøbte i slutningen af 2020 Alm. Brand Bank.
Den 22. maj 2024 blev det meddelt at Sydbank købte Coop Bank, og dermed kunne tilføje omkring 88.000 kunder.

## SydbankFonden
Sydbank har tilknytning til Sydbank Fonden – en almennyttig fond som har relativt brede formålsparagraffer med fokus på støtte til kulturelt og folkeligt arbejde. 
Derudover uddeler Sydbank Fonden ca. 60 studierejselegater a 10.000 kr. til dimittender på uddannelsesinstitutioner, der på forhånd er indgået aftale med. Studierejselegaterne kan derfor ikke søges af studerende, da uddannelsesinstitutionerne selv beslutter, hvem der skal modtage legaterne.
Sydbank administrerer i dagligdagen også Trelleborg Fonden, som er en selvstændig fond med uafhængig bestyrelse, der uddeler midler i bankTrelleborgs tidligere opland.

## Sydbanks udvikling
- 1970: Sydbank blev stiftet ved fusion af Den Nordslesvigske Folkebank, Graasten Bank, Folkebanken for Als og Sundeved og Tønder Landmandsbank.
- 1976: Banken havde 50 sønderjyske afdelinger og krydsede for første gang Kongeåen med åbningen af en afdeling i Fredericia.
- 1983: Sydbank åbnede en afdeling på Kgs. Nytorv i København og fusionerede med Århus Bank.
- 1984: Sydbank fusionerede med Fynske Bank[14] og etablerede afdeling i Flensborg samt datterselskabet SBK-Finans.
- 1985: Banken åbnede en afdeling i Hamborg.
- 1987: Sydbank stiftede Investeringsforeningen SydInvest og overtog dele af den københavnske 6. juli Banken, der gik i betalingsstandsning i marts samme år.
- 1988: Sydbank overtog Fællesbankens afdelinger i København.
- 1989: Banken købte DMK-Holding.
- 1990: Sydbank fusionerede med Sparekassen Sønderjylland.[15]
- 1994: Sydbank overtog pr. 1. januar det meste af Varde Bank,[16] blandt andet 30 vestjyske afdelinger. Samme år købte banken Aktivbank[17] og dermed 40 østjyske afdelinger fra Topdanmark.
- 2002: Banken overtog Egnsbank Fyn[18] og åbnede datterbanken Sydbank AG i St. Gallen i Schweiz.
- 2007: Sydbank solgte DMK-Holding til ebh bank og åbnede en afdeling i Kiel.
- 2008: Banken overtog den sjællandske bankTrelleborg med hovedsæde i Slagelse.[19]
- 2012: Banken overtog den nødlidende Tønder Bank.[20]
- 2013: Banken overtog DiBa Bank, som var placeret i Næstved.[21][10]
- 2020: Banken overtog Alm. Brand Bank.[11]

## Administrerende direktører
Denne liste er ufuldstændig; hjælp gerne med at udfylde den.
- 1982-2010: Carsten Andersen (medlem af direktionen fra 1978)
- 2010-2024: Karen Frøsig (medlem af direktionen fra 2008)
- 2024-: Mark Luscombe (medlem af direktionen fra 2024)